# جوزفين إنجليش
كانت جوزفين إنجليش طبيبة نسائية أمريكية وكانت أول امرأة سوداء تفتح عيادة خاصة في نيويورك. كما اشتهرت بعملها في مجال العقارات والرعاية الصحية بالإضافة إلى عملها الخيري تجاه الفنون. تعرضت ممارستها للخطر في عام 1995 بسبب مشاكل مالية مع مركز أديلفي الطبي.  تعرضت العديد من مؤسساتها لخطر حبس الرهن وافتقرت إلى أموال الإصلاح.  

## السيرة الشخصية
ولدت إنجلش في 17 ديسمبر 1920 لأبوين جيني إنجلش وويتي في أونتاريو ، فيرجينيا. انتقلت إلى إنجلوود ، نيو جيرسي في عام 1939. كانت عائلتها من أوائل العائلات السوداء في إنجلوود.  التحقت بكلية هانتر للحصول على درجة البكالوريوس حتى عام 1949 وحصلت على درجة الماجستير في علم النفس من جامعة نيويورك. أرادت في البداية أن تصبح طبيبة نفسية ولكن انتهى بها الأمر باختيار طب النساء بعد اكتشاف اهتمامها بكلية طب مهاري حيث حصلت على شهادتها الطبية في أمراض النساء.  

## الخبرة الطبية
افتتحت إنجلش عيادتها في مستشفى هارلم. بمجرد وصولها إلى بروكلين افتتحت عيادة صحة نسائية في بوشويك في عام 1956 بالإضافة إلى عيادة أخرى في فورت جرين بعد عقدين من الزمن. ساعدت إنجلش في إنجاب 6000 طفل بما في ذلك أطفال مالكولم إكس وبيتي شاباز ولين نوتاج .  حصلت إنجلش على ترخيصها من وزارة الصحة بولاية نيويورك لإنشاء مركزها الجراحي عام 1986 وكانت أول امرأة تحصل على هذا. 

## الأعمال الخيرية
أدى اهتمام إنجلش بالرعاية الصحية إلى تأسيس مركز أدلفي الطبي وبرامج رعاية الأطفال مثل أعلى سلم الرعاية اليومية وبعد البرنامج المدرسي. قادها شغفها بالمسرح إلى إنشاء مسرح بول روبسون وساعدت الممثلين في إنشاء عروض لتثقيف الجمهور حول الصحة والتغذية . 

## الموت
توفيت إنجلش في 18 ديسمبر 2011 عن عمر يناهز 91 عامًا في مركز الدكتورة سوزان سميث ماكيني للتمريض وإعادة التأهيل حيث كانت تتعافى من الجراحة. 

## الميراث
فازت إنجلش بجائزة مساهمة المجتمع الأفريقي وكذلك جائزة ناشط المجتمع لوسل ماسون روز. تم إنشاء مؤسسة جوزفين الإنجليزية لتمويل مساعي إنجلش عام 1996. 